# 25.º Prêmio Jabuti
O 25º Prêmio Jabuti foi realizado em 1983, premiando obras literárias referentes a lançamentos de 1982.

## Prêmios
Os premiados foram:
- José J. Veiga, Aquele mundo de vasabarros - Romance
- Sérgio Sant'Anna, Contos/crônicas/novelas
- Orides Fontela, Poesia
- Boris Schnaiderman, Estudos literários (Ensaios)
- Rudá de Andrade, Biografia e/ou memórias
- Marcelo Rubens Paiva, Autor revelação – Literatura adulta
- José Paulo Pais, Tradução de obra literária
- Sílvia Orthof, Literatura infantil
- Bartolomeu Campos Queiroz, Literatura juvenil
- Sérgio Capparelli, Ciências humanas (exceto Letras)
- Tomasz Kowaltowski, Ciências exatas
- Eduardo Celestino Rodrigues, Ciências (Tecnologia)
- Regina Yolanda, Ilustrações
- Donato Mello Júnior, Melhor livro de arte
- Jornal da Tarde, Melhor crítica e/ou notícia literária – jornal
- Rádio Excelsior, Melhor crítica e/ou notícia literária – rádio
- Revista Visão, Melhor crítica e/ou notícia literária – revista
- TV Cultura, Melhor crítica e/ou notícia literária – televisão
- Luís Dias Cobra, Prêmio Jannart Moutinho Ribeiro
- Pedro Nava, Personalidade literária do ano

## Ver Também
- Prêmio Prometheus
- Os 100 livros Que mais Influenciaram a Humanidade
- Nobel de Literatura